# Final de la Copa de Europa de Naciones de 1964
La final de la Copa de Europa de Naciones de 1964 fue un partido de fútbol celebrado en el Estadio Santiago Bernabéu de Madrid el 21 de junio de 1964 para determinar el ganador de dicha competición en ese año. Fue la segunda final de lo que ahora se denomina Campeonato Europeo de la UEFA, la competición cuatrienal de fútbol de selecciones nacionales de esta confederación. El partido lo disputaron España y el anterior ganador del torneo, la Unión Soviética. De camino a la final, la primera derrotó a Rumanía, Irlanda del Norte y la República de Irlanda en eliminatorias a doble partido antes de vencer a Hungría en la semifinal. Los soviéticos, por su parte, obtuvieron una exención en la ronda de clasificación antes de vencer a Italia, Suecia y Dinamarca.
El árbitro de la final, disputada ante 79 115 espectadores, fue el inglés Arthur Holland. En el minuto seis, Luis Suárez despojó a Valentín Ivanov y centró para Chus Pereda, quien marcó para dar a España una ventaja de 1-0. Dos minutos después, Víktor Anichkin dio un pase a Galimzián Jusaínov, quien empató. A falta de seis minutos para el final del partido, Pereda venció a Anichkin y puso un centro que Víktor Shústikov no logró despejar, antes de que Marcelino cabeceara el gol de la victoria por el primer palo. España ganó el partido por 2-1 y consiguió su primer título de la Copa de Europa de Naciones.
Ambos finalistas no pudieron clasificarse para los Juegos Olímpicos de Verano de 1964, al perder cada uno en la última ronda de clasificación. Además, España no pudo superar la fase de grupos de la Copa Mundial de Fútbol de 1966. La Unión Soviética venció a sus tres rivales en la fase de grupos, pero, tras derrotar a Hungría, perdió contra Alemania Occidental en la semifinal y contra Portugal en el partido por el tercer puesto.

## Jugadores
España
- José Ángel Iribar  (Athletic Club)
- Feliciano Rivilla  (Atlético de Madrid)
- Ferran Olivella  (FC Barcelona)
- Isacio Calleja  (Atlético de Madrid)
- Ignacio Zoco  (Real Madrid)
- Josep Maria Fusté  (FC Barcelona)
- Amancio Amaro  (Real Madrid)
- Chus Pereda  (FC Barcelona)
- Marcelino Martínez Cao  (Real Zaragoza)
- Luis Suárez Miramontes  (F.C. Internazionale)
- Carlos Lapetra  (Real Zaragoza)

## Ficha
| 1  | POR | José Ángel Iribar  |  |
| 2  | DEF | Feliciano Rivilla  |  |
| 3  | DEF | Isacio Calleja     |  |
| 4  | DEF | Ignacio Zoco       |  |
| 5  | DEF | Ferran Olivella    |  |
| 6  | MED | Josep Maria Fusté  |  |
| 7  | MED | Amancio Amaro      |  |
| 8  | MED | Jesús María Pereda |  |
| 9  | MED | Marcelino Martínez |  |
| 10 | DEL | Luis Suárez        |  |
| 11 | DEL | Carlos Lapetra     |  |
| DT | DT  | José Villalonga    |  |

| 1  | POR | Lev Yashin         |  |
| 2  | DEF | Víktor Shústikov   |  |
| 3  | DEF | Albert Shesterniov |  |
| 4  | DEF | Eduard Múdrik      |  |
| 6  | DEF | Víktor Anichkin    |  |
| 5  | MED | Valériy Voronin    |  |
| 10 | MED | Alekséy Kornéyev   |  |
| 7  | DEL | Ígor Chislenko     |  |
| 8  | DEL | Valentín Ivanov    |  |
| 9  | DEL | Víktor Ponedélnik  |  |
| 11 | DEL | Galimzián Jusaínov |  |
| DT | DT  | Konstantín Béskov  |  |

|  | 6'  | Jesús María Pereda | 1-0 |
|  | 84' | Marcelino Martínez | 2-1 |

|  | 8' | Galimzián Jusaínov | 1-1 |

| Árbitro | Arthur Holland |

| 1  | POR | José Ángel Iribar  |  |
| 2  | DEF | Feliciano Rivilla  |  |
| 3  | DEF | Isacio Calleja     |  |
| 4  | DEF | Ignacio Zoco       |  |
| 5  | DEF | Ferran Olivella    |  |
| 6  | MED | Josep Maria Fusté  |  |
| 7  | MED | Amancio Amaro      |  |
| 8  | MED | Jesús María Pereda |  |
| 9  | MED | Marcelino Martínez |  |
| 10 | DEL | Luis Suárez        |  |
| 11 | DEL | Carlos Lapetra     |  |
| DT | DT  | José Villalonga    |  |

| 1  | POR | Lev Yashin         |  |
| 2  | DEF | Víktor Shústikov   |  |
| 3  | DEF | Albert Shesterniov |  |
| 4  | DEF | Eduard Múdrik      |  |
| 6  | DEF | Víktor Anichkin    |  |
| 5  | MED | Valériy Voronin    |  |
| 10 | MED | Alekséy Kornéyev   |  |
| 7  | DEL | Ígor Chislenko     |  |
| 8  | DEL | Valentín Ivanov    |  |
| 9  | DEL | Víktor Ponedélnik  |  |
| 11 | DEL | Galimzián Jusaínov |  |
| DT | DT  | Konstantín Béskov  |  |

|  | 6'  | Jesús María Pereda | 1-0 |
|  | 84' | Marcelino Martínez | 2-1 |

|  | 8' | Galimzián Jusaínov | 1-1 |

| Árbitro | Arthur Holland |

|                            |
| España                     |
| Campeón España 1.er Título |

## Filmografía
- Documental NO-DO (21/06/1964), «Final Eurocopa 1964» en rtve.es